# Unité urbaine de Miramont-de-Guyenne
L'unité urbaine de Miramont-de-Guyenne est une unité urbaine française centrée sur la commune de Miramont-de-Guyenne, dans le département de Lot-et-Garonne en région Nouvelle-Aquitaine.

## Données générales
Dans le zonage réalisé par l'Insee en 2010, l'unité urbaine était composée de trois communes.
Dans le nouveau zonage réalisé en 2020, elle est composée des trois mêmes communes.
En 2022, avec 4 712 habitants, elle représente la 7e unité urbaine du département de Lot-et-Garonne.

## Composition de l'unité urbaine en 2020
Elle est composée des trois communes suivantes :
| Nom                                | Code Insee | Département    | Statut       | Superficie (km2) | Population (dernière pop. légale) | Densité (hab./km2) | Modifier                                    |
| ---------------------------------- | ---------- | -------------- | ------------ | ---------------- | --------------------------------- | ------------------ | ------------------------------------------- |
| Miramont-de-Guyenne (ville-centre) | 47168      | Lot-et-Garonne | ville-centre | 16,66            | 3 082 (2022)                      | 185                | modifier les données · modifier les données |
| Roumagne                           | 47226      | Lot-et-Garonne | banlieue     | 10,54            | 529 (2022)                        | 50                 | modifier les données · modifier les données |
| Saint-Pardoux-Isaac                | 47264      | Lot-et-Garonne | banlieue     | 7,26             | 1 101 (2022)                      | 152                | modifier les données · modifier les données |

## Évolution démographique
| 1968  | 1975  | 1982  | 1990  | 1999  | 2008  | 2013  | 2019  |
| ----- | ----- | ----- | ----- | ----- | ----- | ----- | ----- |
| 5 092 | 5 851 | 5 653 | 5 329 | 5 100 | 4 934 | 4 969 | 4 725 |

#### Données générales
- Unité urbaine
- Aire d'attraction d'une ville
- Aire urbaine (France)
- Liste des unités urbaines de France

#### Données démographiques en rapport avec l'unité urbaine de Miramont-de-Guyenne
- Aire d'attraction de Miramont-de-Guyenne
- Arrondissement de Marmande

#### Données démographiques en rapport avec le Lot-et-Garonne
- Démographie du Lot-et-Garonne